# Mickaël Tavares
Pour les articles homonymes, voir Tavares.
Mickaël Tavares, né le 25 octobre 1982 à Villeneuve-Saint-Georges (France), est un footballeur international sénégalais qui évolue au poste de milieu de terrain au US Sénart-Moissy.

## Biographie

### En club
Il est le fils de Tony Tavares dit aussi Zagallo, ancien international sénégalais du ASC Diaraf et de l'AS Police. Il est aussi le demi-frère des footballeurs Jacques Faty avec qui joue d'ailleurs et de Ricardo Faty
Il commence le football à cinq ans et joue pour le club d'Épinay-sous-Sénart.
Formé à l'US Créteil, Mickaël part en 2000 à l'étranger et plus précisément au FC Alverca dans le championnat portugais où il jouera pendant deux saisons. Ensuite retour en France dans le championnat de CFA 2 au Sporting Club Abbeville où il restera une seule saison. Après deux saisons au centre de formation du FC Nantes, il part en National au Tours FC avec qui il remonte en ligue 2. Très peu utilisé lors de la saison 2006-2007 son contrat n'est pas reconduit.
Après un essai au Slavia Prague il signe un contrat d'une saison (plus une saison si les deux parties le souhaitent), ce qui lui permet de jouer son premier match de coupe d'Europe contre Arsenal FC. Il remporte le titre de champion de République tchèque en 2008.
Il signe le 30 janvier 2009 au Hambourg SV. Recruté par Martin Jol, il joue douze matchs de championnat et parcicipe à l'aventure du club jusqu'en demi-finale de Coupe d'Allemagne et aide le club à terminer 5e de Bundesliga.
En janvier 2010, il est prêté pour six mois au club de FC Nuremberg. Le club termine 16e et se maintient en Bundesliga après avoir remporté les barrages de relégation (1-0 puis 2-0 contre le FC Augsburg).
De retour de prêt à Hambourg, l'entraîneur Armin Veh ne compte pas sur lui et lui demande, ainsi qu'à David Rozehnal, de s'entraîner avec l'équipe réserve. Le 27 août 2010, il est prêté avec option d'achat pour une saison à Middlesbrough (Football League Championship). Libéré à l'issue de la saison 2011-2012 par Hambourg, Tavares se retrouve sans club jusqu'à ce que le Fulham FC lui fasse signer un contrat de courte durée le 5 octobre 2012.
A l'été 2014, il fait son retour en République tchèque en signant au FK Mladá Boleslav. 
En janvier 2015 il rejoint le club australien du Sydney Football Club,. Pour sa première saison en Australie, Tavares est titulaires à douze reprises lors de la saison régulière. Avec son club, il termine deuxième de la saison régulière avant de perdre en finale.

## En sélection
Le 19 mai 2008, il reçoit une convocation pour jouer avec l'équipe du Cap-Vert pour les éliminatoires à la Coupe du monde 2010. De retour de blessure et attendant plus de jouer pour le Sénégal, il décline la convocation.
Le 14 mai 2009, il déclare de nouveau désirer défendre les couleurs du Sénégal.
Le 12 août 2009, il honore sa première sélection avec le Sénégal en match amical face à la République Démocratique du Congo, en tant que titulaire.
Le 11 août 2010, il joue un match amical contre son pays d'origine, le Cap-Vert (victoire du Sénégal 1-0) ; il déclare : «C’est un plaisir pour moi de jouer contre le Cap-Vert qui est mon pays d’origine. Mais aujourd’hui, j’étais 100 % sénégalais. C’était un match très intéressant pour moi. C’est vrai que j’avais la chance de jouer pour le Cap-Vert, mais finalement j’ai choisi le Sénégal. Et je suis fier de porter les couleurs de l’équipe nationale du Sénégal.» Aligné aux côtés de Rémi Gomis, il réalise un match plein dans l'entrejeu des Lions de la Téranga.

## Palmarès
- Champion de République tchèque en 2008 (Slavia Prague).
- Vice-champion de France de National 2006 (Tours FC).

## Statistiques détaillées
| Saison        | Club               | Pays               | Championnat | Championnat | Championnat | Championnat  | Championnat  | Coupe d'Europe | Coupe d'Europe | Coupe d'Europe | Sélection (buts) Sénégal |
| Saison        | Club               | Pays               | Division    | Matchs      | Buts        | Cartons      | Cartons      | Type           | Matchs         | Buts           | Sélection (buts) Sénégal |
| ------------- | ------------------ | ------------------ | ----------- | ----------- | ----------- | ------------ | ------------ | -------------- | -------------- | -------------- | ------------------------ |
| Saison        | Club               | Pays               | Division    | Matchs      | Buts        | Carton jaune | Carton rouge | Type           | Matchs         | Buts           | Sélection (buts) Sénégal |
| 2002 - 2003   | SC Abbeville       | France             | 5           | -           | -           | -            | -            | -              | -              | -              | -                        |
| 2003 - 2004   | FC Nantes B        | France             | 4           | 24          | 1           | 0            | 0            | -              | -              | -              | -                        |
| 2004 - 2005   | FC Nantes B        | France             | 4           | 19          | 1           | 0            | 0            | -              | -              | -              | -                        |
| 2005 - 2006   | Tours FC           | France             | 3           | 22          | 4           | 0            | 0            | -              | -              | -              | -                        |
| 2006 - 2007   | Tours FC           | France             | 2           | 5           | 0           | 0            | 0            | -              | -              | -              | -                        |
| 2007 - 2008   | Slavia Prague      | République tchèque | 1           | 22          | 2           | 2            | 0            | C1+C3          | 9+1            | 0+0            | -                        |
| 2008-jan 2009 | Slavia Prague      | République tchèque | 1           | 14          | 1           | ?            | ?            | C1+C3          | 2+5            | 0+0            | -                        |
| jan-juin 2009 | Hambourg SV        | Allemagne          | 1           | 12          | 0           | ?            | ?            | -              | -              | -              | -                        |
| 2009 - 2010   | Hambourg SV        | Allemagne          | 1           | 3           | 0           | -            | -            | C3             | 4              | 0              | 2 (0)                    |
| jan-juin 2010 | →FC Nuremberg Prêt | Allemagne          | 1           | 11          | 1           | -            | -            | -              | -              | -              | 2 (0)                    |
| 2010 - 2011   | →Middlesbrough     | Angleterre         | 13          | 0           | 0           | -            | -            | -              | -              | -              | 1 (0)                    |